# 2004 w informatyce
Kalendarium informatyczne 2004 roku
- styczeń – został uruchomiony Myspace[1].
- 4 lutego – Mark Zuckerberg uruchomił serwis społecznościowy Thefacebook, który później przybrał nazwę Facebook[1].
- 1 kwietnia – Google ogłosiło pracę nad Gmailem. Wiadomość ta została początkowo przyjęta jako żart primaaprilisowy[1].
- 14 czerwca – odkryto Cabir(inne języki), pierwszy wirus działający na telefonach komórkowych[1].
- 20 października – wydano Ubuntu[1].
- 26 października – Rockstar North wydał grę komputerową Grand Theft Auto: San Andreas[1].
- 9 listopada – wydano pierwszą wersję przeglądarki internetowej Firefox[1].
- 16 listopada – Valve Corporation wydało grę komputerową Half-Life 2[1].
- 23 listopada – Blizzard Entertainment wydał grę komputerową World of Warcraft[1].
- W serwisie 4chan powstała grupa hakerska Anonymous[1].